# Changuu
Changuu, beter bekend als Prison Island, is een onbewoond eilandje vlak voor de kust van Stone Town op het eiland Zanzibar in Tanzania.

## Geschiedenis
Op het eiland is aan het eind van de 19e eeuw een gevangenis gebouwd voor opstandige slaven maar deze is door afschaffing van de slavernij nooit als zodanig gebruikt. Al in 1894 werd in verband met de wereldwijde dreiging van cholera en builenpest het eiland als quarantaine gebruikt voor schepen die Zanzibar aan deden. In de seizoenen dat er geen schepen kwamen werd het eiland ook gebruikt voor vermaak door de welgestelden van Stonetown. Sinds de jaren twintig van de 20e eeuw is op het eiland een groep landschildpadden gehuisvest. Deze stammen af van vier in 1919 door de Seychellen aan Zanzibar geschonken exemplaren.

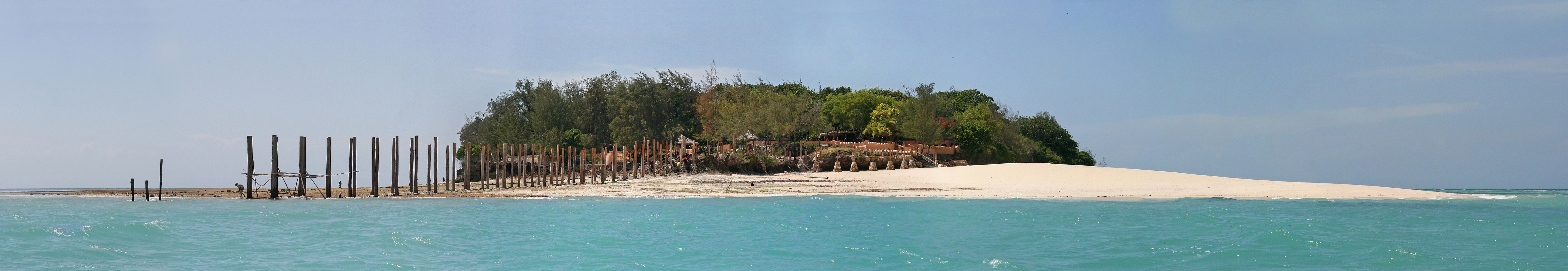
Het eiland Changuu